# Marialita

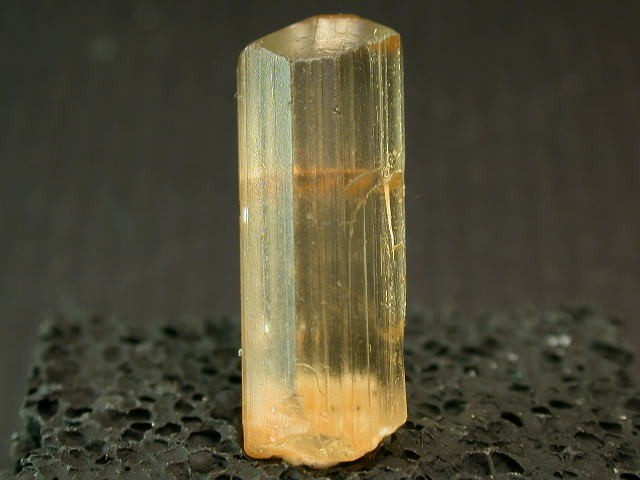
Variedad algerita.

La marialita es un mineral de la clase de los tectosilicatos, y dentro de esta pertenece al llamado “grupo de la escapolita”. Fue descubierta en 1866 en Pianura, en la actualidad barrio de Nápoles, en la región de la Campania (Italia), siendo nombrada así en honor de Maria R. vom Rath, esposa del mineralogista alemán Gerhard vom Rath. Un sinónimo poco usado es el de mizzonita.

## Características químicas
Es un complejo de tectosilicato con aniones cloruro, de sodio y aluminio como cationes.
Dentro del grupo de la escapolita en la que se encuadra forma una serie de solución sólida con el mineral meionita (Ca4Al6Si6O24(CO3)), en la que la sustitución gradual del sodio por calcio y del cloruro por carbonato va dando los distintos minerales de la serie.
Además de los elementos de su fórmula, suele llevar como impurezas: hierro, calcio, potasio y azufre.
Se ha descrito una marialita inusual enriquecida en plomo y berilio.

## Formación y yacimientos
Aparece en rocas del metamorfismo regional y de contacto, especialmente en mármoles, gneiss calcáreo, granulitas y en esquistos verdes.
También aparece en pegmatitas, en rocas ígneas máficas alteradas pneumatolíticamente o hidrotermalmente, así como en el interior de bombas volcánicas.
Suele encontrarse asociado a otros minerales como: plagioclasa, granate, piroxenos, anfíboles, apatito, titanita y zircón.